# Arenthon
Arenthon est une commune française située dans le département de la Haute-Savoie, en région Auvergne-Rhône-Alpes. Elle fait partie de l'agglomération du Grand Genève.

## Géographie

### Situation
Le territoire de la commune d'Arenthon est situé dans le Sud-Est de la France, au centre du département de la Haute-Savoie, sur la rive gauche de l'Arve, au nord du massif des Bornes, dans le quart nord-ouest des Alpes françaises. Elle appartient à la région naturelle et historique du bas-Faucigny.
La commune se situe à 8 km à l'ouest de Bonneville.

### Hameaux
Hameaux et villages de Chevilly, Fessy, Montagny. Ces trois derniers pourraient avoir une origine toponymique gallo-romaine.

## Urbanisme

### Typologie
Au 1er janvier 2024, Arenthon est catégorisée commune rurale à habitat dispersé, selon la nouvelle grille communale de densité à sept niveaux définie par l'Insee en 2022.
Elle appartient à l'unité urbaine de Cluses, une agglomération intra-départementale regroupant 18  communes, dont elle est une commune de la banlieue,,. Par ailleurs la commune fait partie de l'aire d'attraction de Genève - Annemasse (partie française), dont elle est une commune de la couronne,. Cette aire, qui regroupe 158 communes, est catégorisée dans les aires de 700 000 habitants ou plus (hors Paris),.

### Occupation des sols
L'occupation des sols de la commune, telle qu'elle ressort de la base de données européenne d’occupation biophysique des sols Corine Land Cover (CLC), est marquée par l'importance des territoires agricoles (65 % en 2018), en diminution par rapport à 1990 (69,1 %). La répartition détaillée en 2018 est la suivante : 
prairies (47,2 %), zones agricoles hétérogènes (17,8 %), zones humides intérieures (9,3 %), eaux continentales (8,3 %), zones urbanisées (6,2 %), forêts (5,5 %), milieux à végétation arbustive et/ou herbacée (5,4 %), zones industrielles ou commerciales et réseaux de communication (0,4 %).
L'IGN met par ailleurs à disposition un outil en ligne permettant de comparer l’évolution dans le temps de l’occupation des sols de la commune (ou de territoires à des échelles différentes). Plusieurs époques sont accessibles sous forme de cartes ou photos aériennes : la carte de Cassini (XVIIIe siècle), la carte d'état-major (1820-1866) et la période actuelle (1950 à aujourd'hui).

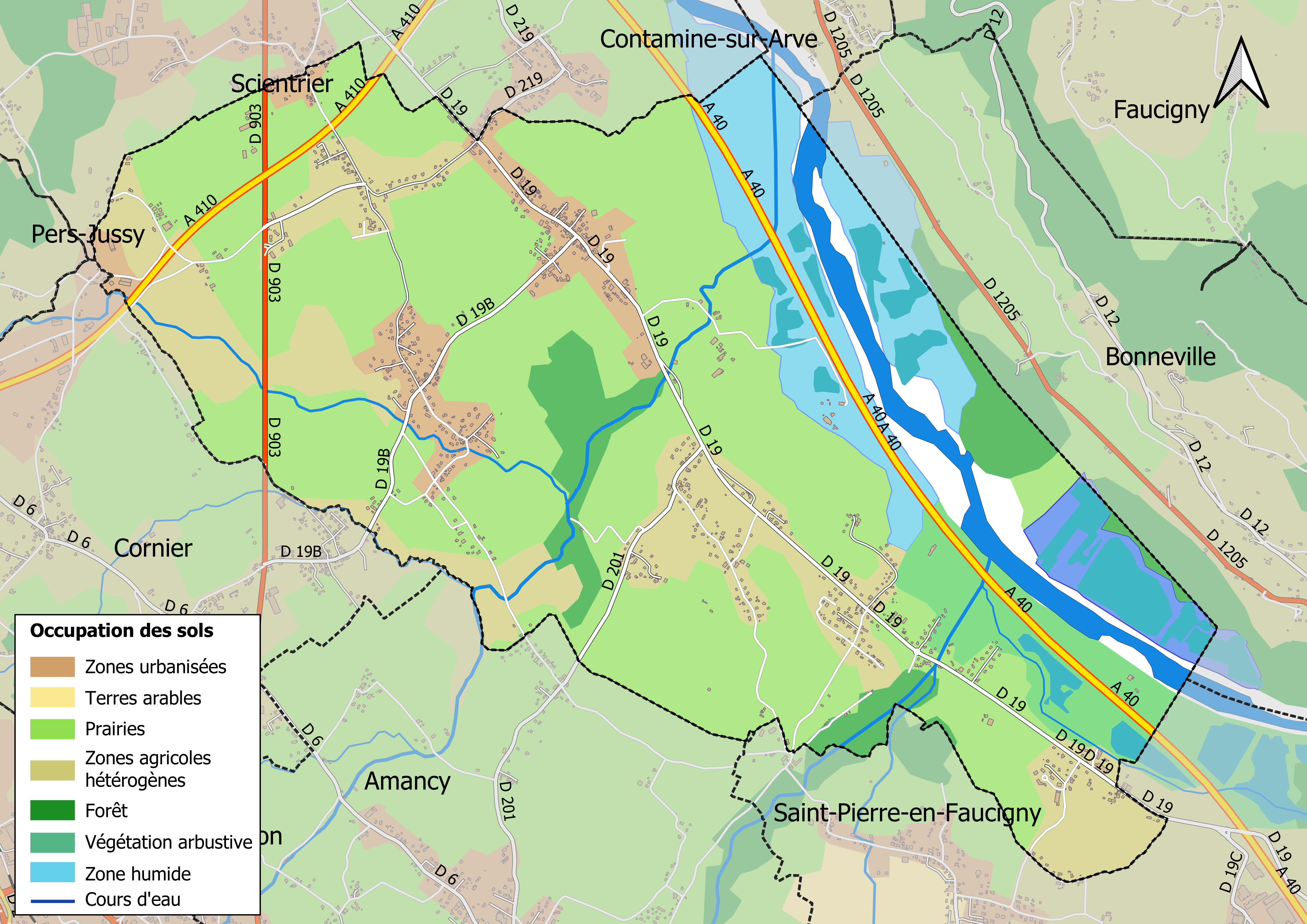
Carte des infrastructures et de l'occupation des sols en 2018 (CLC) de la commune.
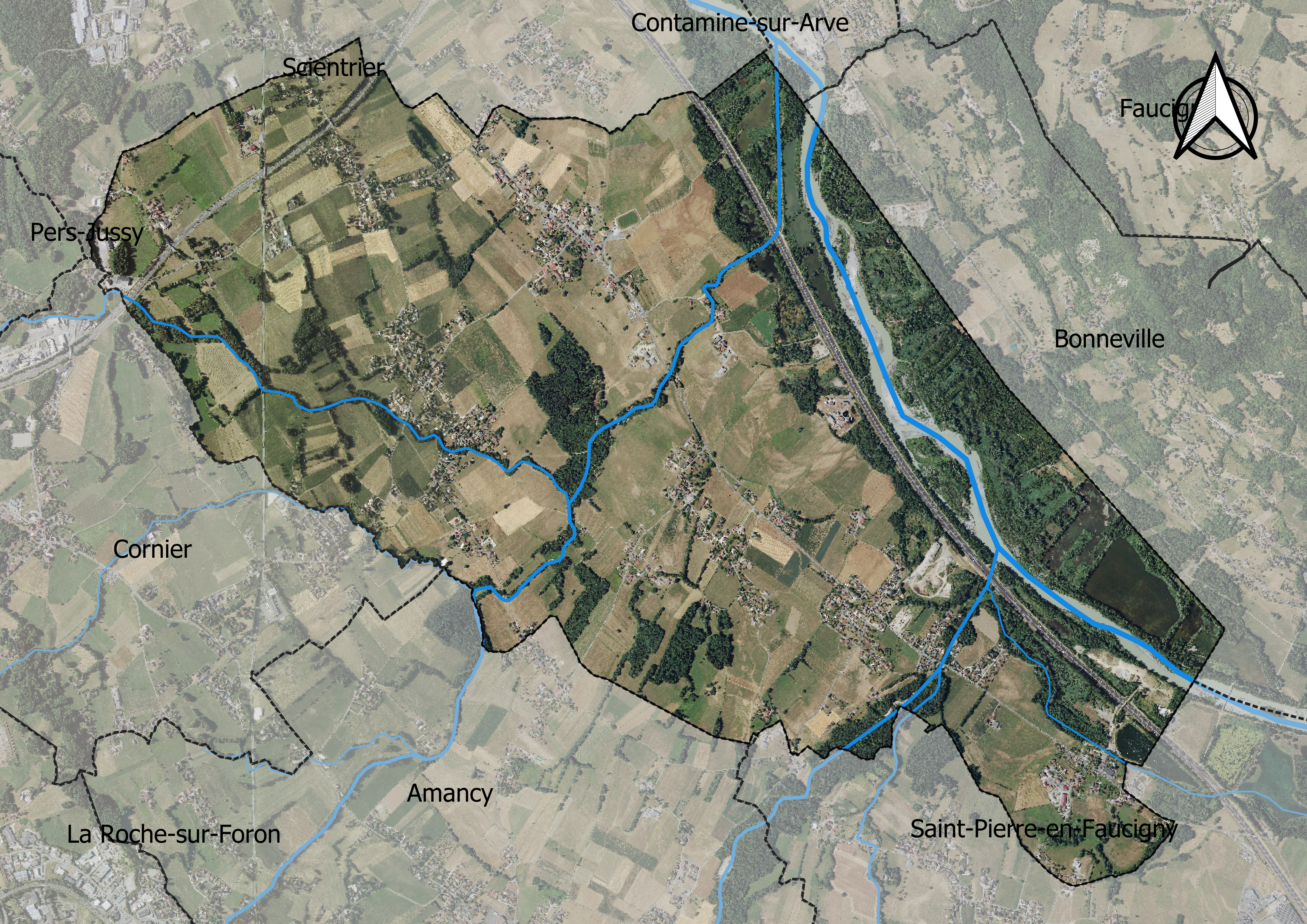
Carte orthophotogrammétrique de la commune.

## Toponymie
En francoprovençal, le nom de la commune s'écrit Aranton, selon la graphie de Conflans.

## Histoire
En 2017, un chantier de construction permet la découverte de vestige d'un ancien village de la période gallo-romaine. La présence romaine est constatée par Charles Marteaux (1861-1956) de l'Académie florimontane. Des fouilles ont permis la mise au jour de différents vestiges au chef-lieu (briques, monnaies, tuiles, etc.), à Chevilly (mobilier en bronze, statuette de Mercure, deux aurei) ainsi que d'autres objets au cours de fouilles entreprises dans les années 1960.
Lors des débats sur l'avenir du duché de Savoie, en 1860, la population est sensible à l'idée d'une union de la partie nord du duché à la Suisse. Une pétition circule dans cette partie du pays (Chablais, Faucigny, Nord du Genevois) et réunit plus de 13 600 signatures, dont 234 pour la commune,. Le duché est réuni à la suite d'un plébiscite organisé les 22 et 23 avril 1860 où 99,8 % des Savoyards répondent « oui » à la question « La Savoie veut-elle être réunie à la France ? ».

## Politique et administration
| Période                                  | Période           | Identité          | Étiquette | Qualité                                               |
| ---------------------------------------- | ----------------- | ----------------- | --------- | ----------------------------------------------------- |
| Les données manquantes sont à compléter. |                   |                   |           |                                                       |
| 1958                                     | mars 1971         | René Brasier      |           | Agriculteur                                           |
| mars 1971                                | ?                 | Paul Clerc        |           |                                                       |
| 2001                                     | mars 2008         | René Decarroux    | DVD       | Maire honoraire                                       |
| mars 2008                                | mars 2017 (décès) | Alain Velluz      | DVD       | Retraité                                              |
| mars 2017                                | En cours          | Chantal Coudurier |           | Retraitée 4e vice-présidente de la CC du Pays Rochois |

## Population et société

### Démographie
L'évolution du nombre d'habitants est connue à travers les recensements de la population effectués dans la commune depuis 1793. Pour les communes de moins de 10 000 habitants, une enquête de recensement portant sur toute la population est réalisée tous les cinq ans, les populations de référence des années intermédiaires étant quant à elles estimées par interpolation ou extrapolation. Pour la commune, le premier recensement exhaustif entrant dans le cadre du nouveau dispositif a été réalisé en 2008.

En 2022, la commune comptait 1 998 habitants, en évolution de +19 % par rapport à 2016 (Haute-Savoie : +6,01 %, France hors Mayotte : +2,11 %).
| 1793 | 1800 | 1806 | 1822 | 1838 | 1848  | 1858 | 1861 | 1866 |
| ---- | ---- | ---- | ---- | ---- | ----- | ---- | ---- | ---- |
| 466  | 741  | 763  | 409  | 999  | 1 096 | 928  | 909  | 959  |

| 1872 | 1876 | 1881 | 1886 | 1891 | 1896 | 1901 | 1906 | 1911 |
| ---- | ---- | ---- | ---- | ---- | ---- | ---- | ---- | ---- |
| 926  | 919  | 931  | 914  | 830  | 751  | 791  | 756  | 711  |

| 1921 | 1926 | 1931 | 1936 | 1946 | 1954 | 1962 | 1968 | 1975 |
| ---- | ---- | ---- | ---- | ---- | ---- | ---- | ---- | ---- |
| 656  | 641  | 631  | 607  | 501  | 520  | 514  | 571  | 641  |

| 1982 | 1990 | 1999  | 2006  | 2008  | 2013  | 2018  | 2022  | - |
| ---- | ---- | ----- | ----- | ----- | ----- | ----- | ----- | - |
| 788  | 952  | 1 144 | 1 360 | 1 423 | 1 544 | 1 804 | 1 998 | - |

### Enseignement
- Bibliothèque municipale.

## Culture locale et patrimoine

### Lieux et monuments
- le château d'Arenthon, bâti en 1628, fut la possession des familles de Conzié, Conzié des Charmettes et Gerbaix de Sonnaz. Il a remplacé un antique château, dont il ne reste aucun vestige, et ayant appartenu aux familles de Faucigny-Lucinge, d'Arenthon, puis la branche Arenthon d'Alex[20],[21].
- l'église paroissiale Saint-Théodule (autrefois placée sous le vocable Notre-Dame[1],[22]), avec des éléments du XVe siècle dont le chœur[1],[22], rebâti peu avant 1516, peut être attribué au maître d’œuvre Jacques Rossel[23]. Remaniée au début du XVIIIe siècle (Nef et porte de 1721[1],[22])[24]. Le clocher a subi un incendie en 1939[22].

### Héraldique
| Armes d'Arenthon | Les armes d'Arenthon se blasonnent ainsi : Bandé d'argent et de gueules. |

### Personnalités liées à la commune
- La famille noble d'Arenthon.